# The Eye 2 (2004)
The Eye 2 (en chino tradicional:见鬼2; chino simplificado:见鬼2; pinyin: Jian Guǐ 2; Yale: Gin3 Gwai2 2) es una película de terror de Hong Kong de 2004, secuela de The Eye (2002), aunque las dos historias no están relacionadas en modo alguno a excepción de la temática de fantasmas. Estuvo dirigida por los hermanos Pang.

## Trama
Creyendo que está siendo rechazada por su novio Sam (Jesdaporn Pholdee), Joey (Shu Qi) intenta suicidarse con pastillas para dormir, pero se recupera después de realizársele un lavado de estómago. Cuando se decide a llevar una nueva vida, ella descubre que está embarazada. Siendo torturada por la idea de un aborto y no poder ponerse en contacto con Sam, el hombre que sabe que es padre de su bebé, Joey se encuentra a sí misma cada vez delirante y emocionalmente inestable.
Joey comienza a ver los espíritus de los muertos (a menudo acompañan a las mujeres embarazadas), y también se siente acechada por una misteriosa mujer fantasma. Ella cree que el fantasma quiere hacerle daño a su bebé que está por nacer. A medida que la historia se desarrolla, se descubre que el fantasma es la esposa de Sam (Eugenia Yuan) que, tras escuchar una conversación telefónica entre Joey y Sam, y sentirse rechazada por su marido, se suicidó al saltar frente a un tren que se aproximaba. Ella está a la espera del nacimiento del bebé de Joey para así reencarnar en su interior.
Después de descubrir esto, Joey piensa que preferiría matarse ella y a su bebé que dejar que esta mujer se convierta en su hijo. Posteriormente, en un hospital, a la espera del nacimiento de su hijo, Joey salta del edificio pero sobrevive, da a luz y al final llega a un acuerdo con su situación.
La explicación de su psiquiatra es que Joey se siente culpable por suicidio de la esposa de Sam y que todo el problema acerca de aceptar o no el fantasma en el cuerpo de su bebé es la lucha de Joey entre aceptar o rechazar la parte moral de la responsabilidad en el suicidio de ésta. Finalmente, ella acepta esta responsabilidad, a costa de perder parte de su contacto con la realidad, y a no reconocer Sam y desilusionada por el padre de su bebé.
Al momento que Joey sale fuera del hospital, la cámara recorre la sala de las mujeres embarazadas, cada uno con un fantasma flotando a su lado.

## Reparto
- Shu Qi como Joey Cheng.
- Eugenia Yuan como Yuen Chi-Kei.
- Jesdaporn Pholdee como Sam.
- Philip Kwok como Monk.
- Tan Rayson como Ginecólogo.

## Secuela
Después del estreno de la película encines, se declaró la realización de una secuela en 2005.
Finalmente la secuela se llamó The Eye 3: Infinity.